# Felipe Cairus
Felipe Cairus Arabeity (Dolores, 28 aprile 2000) è un calciatore uruguaiano, centrocampista del Racing Montevideo.

## Carriera
Cairus è cresciuto nel settore giovanile dell'Albion con cui ha debuttato il 14 settembre 2019 nell'incontro di Segunda División pareggiato 0-0 contro il Sud América.
Nel gennaio del 2020 è stato acquistato dal Nacional che lo ha lasciato all'Albion per una sola stagione. Di rientro dal prestito ha giocato con il Nacional B per due stagioni, riuscendo comunque a debuttare in prima squadra l'8 settembre 2022 in Copa Uruguay contro il Miramar Misiones.
Nel 2023 è stato prestato al Rentistas per una stagione, al termine della quale è stato promosso in prima squadra dal Nacional.

## Statistiche

### Presenze e reti nei club
Statistiche aggiornate al 29 aprile 2024.
| Stagione        | Squadra         | Campionato      | Campionato | Campionato | Coppe nazionali | Coppe nazionali | Coppe nazionali | Coppe continentali | Coppe continentali | Coppe continentali | Altre coppe | Altre coppe | Altre coppe | Totale | Totale | Totale |
| Stagione        | Squadra         | Comp            | Pres       | Reti       | Comp            | Pres            | Reti            | Comp               | Pres               | Reti               | Comp        | Pres        | Reti        | Pres   | Reti   |        |
| --------------- | --------------- | --------------- | ---------- | ---------- | --------------- | --------------- | --------------- | ------------------ | ------------------ | ------------------ | ----------- | ----------- | ----------- | ------ | ------ | ------ |
| 2019            | Albion          | SD              | 3          | 0          |                 | -               | -               |                    | -                  | -                  |             | -           | -           | 3      | 0      |        |
| 2022            | Nacional        | PD              | 1          | 0          | CU              | 1               | 0               | CL+CS              | 0                  | 0                  |             | -           | -           | 1      | 0      |        |
| 2023            | Rentistas       | SD              | 29         | 4          | CU              | 0               | 0               |                    | -                  | -                  |             | -           | -           | 29     | 4      |        |
| 2024            | Nacional        | PD              | 5          | 1          | CU              | 0               | 0               | CL                 | 2                  | 0                  |             | -           | -           | 7      | 1      |        |
| Totale carriera | Totale carriera | Totale carriera | 37         | 5          |                 | 1               | 0               |                    | 2                  | 0                  |             | -           | -           | 40     | 5      |        |